# Reprezentacja Białorusi na Mistrzostwach Europy w Wioślarstwie 2010
Reprezentacja Białorusi na Mistrzostwach Europy w Wioślarstwie 2010 liczyła 20 sportowców. Najlepszymi wynikami było 1. miejsce w jedynce i czwórce bez sternika kobiet oraz dwójce ze sternikiem mężczyzn.

## Medale

### Złote medale
dwójka ze sternikiem (M2+): Wadzim Lalin, Alaksandr Kazubouski, Piotr Piatrynicz
jedynka (W1x): Kaciaryna Karsten
czwórka bez sternika (W4-): Hanna Haura, Natalla Helach, Natalla Haurylenka, Zinaida Kluczynska

### Srebrne medale
Brak

### Brązowe medale
Brak

## Wyniki

### Konkurencje mężczyzn
- jedynka (M1x): Kirył Lemiaszkiewicz – 11. miejsce
- dwójka bez sternika (M2-): Andrej Dziamjanienka, Jauhien Nosau – 5. miejsce
- dwójka podwójna (M2x): Stanisłau Szczarbaczenia, Dzianis Mihal – 12. miejsce
- dwójka ze sternikiem (M2+): Wadzim Lalin, Alaksandr Kazubouski, Piotr Piatrynicz – 1. miejsce

### Konkurencje kobiet
- jedynka (W1x): Kaciaryna Karsten – 1. miejsce
- jedynka wagi lekkiej (LW1x): Alena Krywaszejenka – 5. miejsce
- dwójka bez sternika (W2-): Wolha Płaszkowa, Hanna Nachajewa – 8. miejsce
- dwójka podwójna (W2x): Julija Biczyk, Taciana Kuchta – 4. miejsce
- czwórka bez sternika (W4-): Hanna Haura, Natalla Helach, Natalla Haurylenka, Zinaida Kluczynska – 1. miejsce
- ósemka (W8+): Hanna Haura, Nina Bondarawa, Wolha Szczarbaczenia-Żylska, Hanna Nachajewa, Wolha Płaszkowa, Natalla Helach, Natalla Haurylenka, Zinaida Kluczynska, Jarasława Paułowicz – 6. miejsce